# Pino Mercanti
Pino Mercanti, né le 16 février 1911 à Palerme et mort le 3 septembre 1986 à Rome, est un réalisateur italien. 

## Biographie
Né à Palerme en 1911, il s'installe à Rome au début des années 1930 pour entrer dans le monde du cinéma en tant qu'assistant monteur puis assistant réalisateur.
En 1943, la société de production sicilienne Sicania-SCP lui propose de réaliser son premier film, All'ombra della gloria (it), tourné presque entièrement dans l'île, sur le thème de l'expédition des Mille. Le film n'est distribué régulièrement dans les salles de cinéma qu'à partir de la saison 1950-51, après diverses péripéties. Dans l'immédiat après-guerre, Mercanti a été un pionnier du cinéma sicilien en tant que réalisateur vedette et directeur artistique de la société de production O.F.S. (alias Organizzazione Filmistica Siciliana), fondée par les frères Francesco et Girolamo Gorgone dans le but de promouvoir la production de films sur le sol sicilien,.
Avec O.F.S, il tourne Malacarne, avec un pêcheur interprété par Otello Toso, puis les deux films Les Chevaliers au masque noir (it) et Le Prince rebelle (it) d'après les deux romans de Luigi Natoli L'Histoire des Beati Paoli et Coriolano. Il a ensuite réalisé de nombreux autres films, principalement des melodramma strappalacrime, des films de cape et d'épée, des films historiques, des films d'espionnage et des westerns spaghettis, souvent des coproduit par plusieurs pays européens,. Il a également réalisé quelques films musicaux avec des chanteurs célèbres des années 1950 tels que Claudio Villa, Achille Togliani et Katyna Ranieri.
Il termine sa carrière de réalisateur en 1970, avec le film policier Le Destin d'un tueur (it), qui se déroule aux États-Unis au début du XXe siècle. Il est décédé à Rome en 1986.

## Filmographie

### Comme réalisateur
- 1933 : Nubi (it)
- 1945 : All'ombra della gloria (it)
- 1946 : Malacarne
- 1947 : Les Chevaliers au masque noir (it) (I cavalieri dalla maschere nera)
- 1947 : Le Prince rebelle (it) (Il principe ribelle)
- 1951 : La vendetta di una pazza (it)
- 1952 : La voce del sangue
- 1952 : Sérénade amère (Serenata amara)
- 1953 : La Caravane du péché (it) (La carovana del peccato)
- 1954 : Larmes d'amour (Lacrime d'amore)
- 1954 : Les Cinq de l'Adamello (Il cinque dell'adamello)
- 1956 : Piège sur mer (Agguato sul mare)
- 1957 : Son premier succès (it) (Primo applauso)
- 1958 : L'ultima canzone (it)
- 1958 : Aventure à Naples (Ricordati di Napoli)
- 1960 : Le Retour de Robin des Bois (Il cavaliere dei cento volti)
- 1963 : César Borgia (Il duca nero)
- 1964 : Trois Dollars de plomb (Tre dollari di piombo)
- 1964 : Les Pistolets maudits de Dallas (Le maledette pistole di Dallas)
- 1964 : La Vengeance du doge (Il vendicatore mascherato)
- 1968 : Message chiffré (it) (Cifrato speciale)
- 1970 : Le Destin d'un tueur (it) (Il clandestino)

### Comme scénariste
- 1946 : La nuit porte conseil - Rome ville libre (Roma città libera) de Marcello Pagliero
- 1946 : Rome ville libre (Roma città libera) de Marcello Pagliero